# 松本和弘
松本 和弘（まつもと かずひろ、1970年10月25日 - ）は、茨城県出身の元プロ野球選手（内野手）。

## 来歴・人物
成田西高では3年夏に県大会ベスト4、1988年オフにドラフト外で広島東洋カープ入団。
一軍公式戦への出場がないまま、1991年限りで現役を引退。
八千代中央リトルシニアで指導している。

## 詳細情報

### 年度別投手成績
- 一軍公式戦出場なし

### 背番号
- 59 （1989年 - 1991年）